# Shuhrat Salayev
Shuhrat Salayev (8 de septiembre de 1998) es un deportista uzbeko que compite en taekwondo.
En los Juegos Asiáticos de 2022 consiguió una medalla de bronce en la prueba de equipo mixto. Ganó dos medallas en el Campeonato Asiático de Taekwondo, bronce en 2021 y oro en 2022.

## Palmarés internacional
| Juegos Asiáticos    | Juegos Asiáticos          | Juegos Asiáticos  | Juegos Asiáticos |
| Año                 | Lugar                     | Medalla           | Categoría        |
| ------------------- | ------------------------- | ----------------- | ---------------- |
| 2022                | Hangzhou (China)          | Medalla de bronce | Equipo mixto     |
| Campeonato Asiático |                           |                   |                  |
| Año                 | Lugar                     | Medalla           | Categoría        |
| 2021                | Beirut (Líbano)           | Medalla de bronce | –87 kg           |
| 2022                | Chuncheon (Corea del Sur) | Medalla de oro    | –80 kg           |